# Stevie May
Steven „Stevie” May (ur. 3 listopada 1992 w Perth) – szkocki piłkarz występujący na pozycji napastnika w Preston North End.

## Kariera klubowa
Karierę rozpoczął w 2009 roku w klubie St. Johnstone, w którym spędził 5 lat, a w międzyczasie odchodził na wypożyczenia do Alloa Athletic (2011/2012) i Hamilton Academical (2012/2013). 9 kwietnia 2014 roku przeszedł do Sheffield Wednesday. Po jednym sezonie spędzonym w Sheffield Wednesday przeszedł do Preston North End.

## Kariera reprezentacyjna
Został powołany 30 września 2014 roku na mecze el. EURO 2016 przeciwko reprezentacji Polski oraz Gruzji, w których nie wystąpił ani minuty. Wystąpił tylko raz w kadrze przeciwko Anglii na Celtic Park, w Szkocji.